# Ambrosius Holbein
Pour les articles homonymes, voir Holbein.
Ambrosius Holbein est un peintre, dessinateur et graveur allemand de la Renaissance, né vers 1494 à Augsbourg et mort après 1519 à Bâle.
Il était un des fils de Hans Holbein l'Ancien et le frère de Hans Holbein le Jeune.

## Biographie
Ambrosius Holbein, peintre, dessinateur et graveur allemand né vers 1494 et mort après 1519, a réalisé des tableaux très célèbres comme "le portrait d'un garçon aux cheveux blonds" qui est une tempera sur bois faite de sa main.

## Œuvres

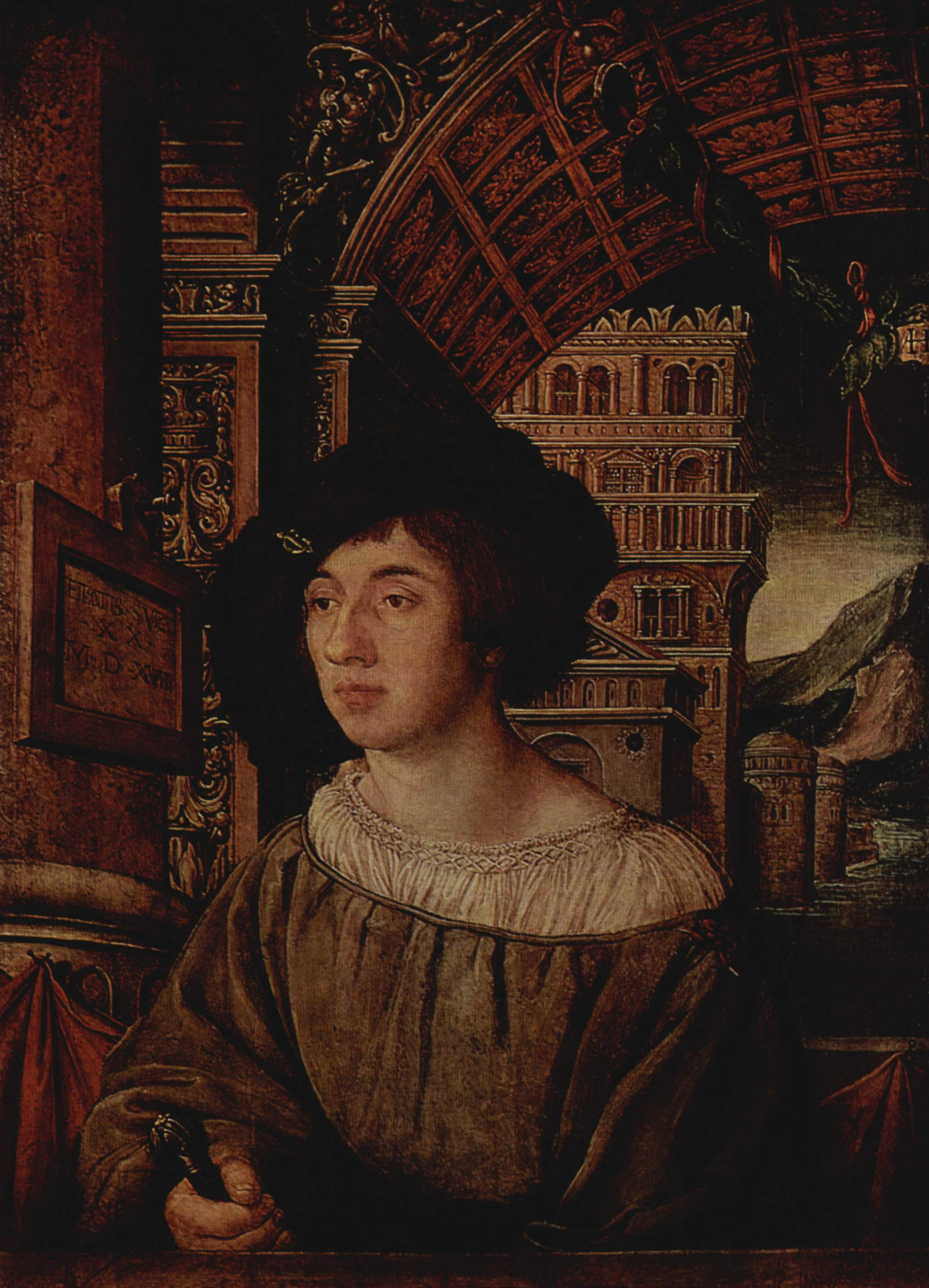
Portrait d'un jeune homme 1518 Huile sur bois 43 × 32 cm Musée de l'Ermitage.

- Bâle, Kunstmuseum ; Maria avec l'enfant 1514 ; Portrait d'un enfant aux cheveux blonds 1516 ; Portrait d'un enfant aux cheveux bruns 1517 ; Portrait de Jörg Schweiger 1518 ;Christ près de Dieu le père
- Darmstadt, Hessisches Landesmuseum : Portrait d'un jeune homme 1515
- Donaueschingen, Fürstlich Fürstenbergische Gemäldegalerie : La naissance du Christ vers 1514
- Munich, Klerikalseminar Georgianum: La naissance du Christ ; La mort de Marie
- Nüremberg, Germanisches Nationalmuseum: Portrait de Johannes Xylotectus (Zimmermann) 1520
- Saint-Petersbourg, Ermitage : Portrait d'un jeune homme des Pastorino de Piedmont 1518
- Washington, National Gallery of Art : Portrait d'un jeune homme
- Vienne, Galerie de peinture de l'Académie des Beaux-Arts : La mort de Marie